# Juricani
Juricani is een plaats in de gemeente Umag in de Kroatische provincie Istrië. De plaats telt 215 inwoners (2001).